# Brave CF 41
Brave CF 41 är en MMA-gala som arrangerades av Brave Combat Federation och ägde rum 17 september 2020 i Isa Town, Bahrain.  Galan sändes via Fite.tv och BravecfTV.com

## Bakgrund
Huvudmatchen var en mellanviktsmatch mellan regerande mästaren Daniel Pereira och den libanesiske utmanaren Mohammad Fakhreddine.

### Ändringar
Andra huvudmatchen var tänkt att vara en match i fjädervikt mellan UFC-veteranen Lucas Martins och Luan Santiago Carvalho, men Martins tvingades dra sig ur 13 september på grund av en skada. Ny andra huvudmatch blev istället den redan bokade mellanviktsmatchen mellan Denis Tiuliulin och Ikram Aliskerov.